# 환생했는데 제7왕자라 내 맘대로 마술을 연마합니다
환생했는데 제7왕자라 내 맘대로 마술을 연마합니다(転生したら第七王子だったので、気ままに魔術を極めます)는 켄쿄나서클이 글을 쓰고 메루가 그림을 그린 일본의 라이트 노벨 시리즈이다. 이 책은 2019년 10월부터 사용자 제작 소설 출판 웹사이트인 소설가가 되자를 통해 온라인으로 출판되었다. 나중에 고단샤 라노베 문고 출판사로 2020년 7월부터 7권을 출판한 고단샤에 인수되었다. 고쿠자와 요스케가 그린 만화 각색은 2020년 6월부터 고단샤의 매거진 포켓 웹사이트와 앱에서 연재되었으며, 2024년 2월 현재 해당 챕터가 14권의 단행본으로 수집되었다. 아키타 츠무기 애니메이션 랩이 제작한 애니메이션 TV 시리즈 각색판이 2024년 4월 초연될 예정이다.

## 줄거리
혈통도 적성도 부족한 평범한 마법사가 결투에서 멍청한 죽음을 맞이했지만, 깨어났을 때 살룸 왕국의 제7왕자 로이드로 환생했다. 이 축복받은 환경에서 그는 이제 전생의 지식과 기억으로 무장하여 어떤 마법이든 마음대로 배우고 익힐 수 있다. 그 결과, 그는 이제 다른 사람들이 자신을 어떻게 생각하든 상관하지 않고 타의 추종을 불허하는 기술과 마법의 숙달의 삶을 누릴 수 있다.